# Steve Longue
Steve Longue (29 luglio 1978) è un ex calciatore francese neocaledoniano, di ruolo attaccante.

## Carriera

### Nazionale
Ha debuttato in Nazionale l'8 aprile 2000, in Nuova Caledonia-Isole Salomone (4-2), gara in cui ha siglato la rete del momentaneo 3-1 al minuto 25. Ha partecipato, con la Nazionale, alla Coppa d'Oceania 2002. Ha collezionato in totale, con la maglia della Nazionale, 7 presenze e una rete.

## Palmarès

### Club

#### Competizioni nazionali
- Campionato neocaledoniano di calcio: 7

Magenta: 2002-2003, 2003-2004, 2004-2005, 2007-2008, 2008-2009, 2009, 2012